# 法莱法图
8°35′S 179°08′E / 8.583°S 179.133°E

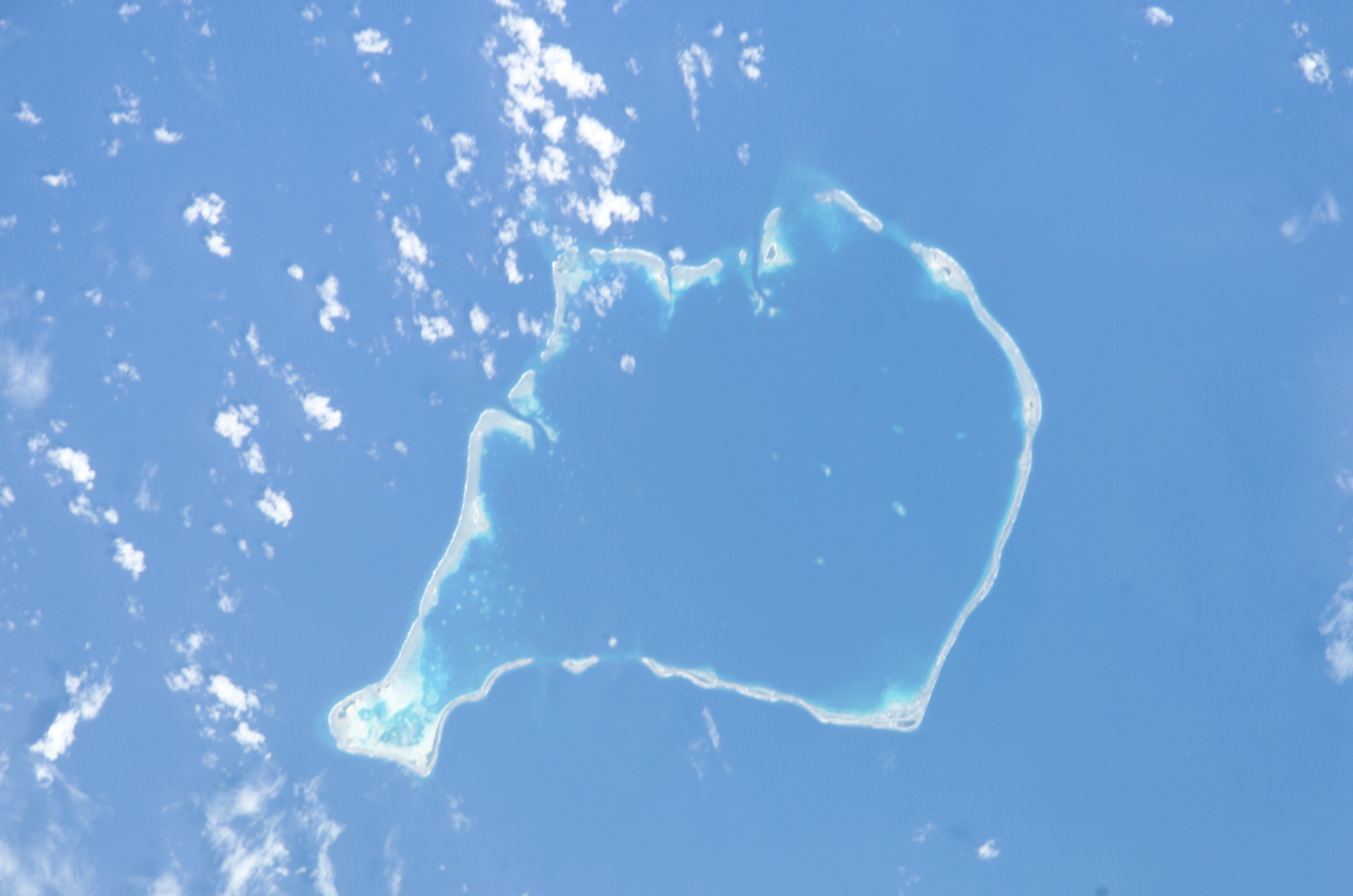
富納富提全圖

法莱法圖（英語：Fale Fatu Islet）是一個位於吐瓦魯首都富納富提的一座珊瑚礁島嶼。位于富纳富提环礁东南部的福南馬努和法列法圖之间有一條深度至少为12.7米的海峽，名為Te Ava Pua Pua。